# Kupferschieferhalden bei Wimmelburg
Die Kupferschieferhalden bei Wimmelburg sind ein FFH-Gebiet in der Gemeinde Wimmelburg im Landkreis Mansfeld-Südharz in Sachsen-Anhalt.

## Allgemeines
Das FFH-Gebiet ist circa 128 Hektar groß. Es ist durch die Landesverordnung zur Unterschutzstellung der Natura 2000-Gebiete im Land Sachsen-Anhalt (N2000-LVO LSA) seit dem 21. Dezember 2018 rechtlich gesichert. Zuständige untere Naturschutzbehörde ist der Landkreis Mansfeld-Südharz.

## Beschreibung
Das FFH-Gebiet liegt südöstlich der Lutherstadt Eisleben. Es umfasst zahlreiche flache Kupferschieferhalden, die im 12. bis 14. Jahrhundert aufgeschüttet wurden. Die Umgebung der Halden wird landwirtschaftlich genutzt. Die Nutzflächen sowie Gehölzstrukturen auf und um die Halden sind in das FFH-Gebiet einbezogen. Die Halden bestehen aus stark verwittertem Kupferschiefer und Abraumgestein. Sie stellen besondere Standorte für eine an Schwermetalle angepasste Vegetation dar, die Schwermetallrasen mit Galmeigrasnelke, Zwergtaubenkropf und seltener auch der Harzer Frühlingsmiere ausgebildet haben. Weiterhin siedeln hier Schafschwingel, Zypressenwolfsmilch und Gelbe Skabiose.
Das Gebiet ist Nahrungshabitat zahlreicher Fledermausarten. Es beherbergt stabile Bestände der Zauneidechse. Weiterhin ist die Wildkatze hier anzutreffen.
Das FFH-Gebiet grenzt im Süden an bewaldete Flächen und im Osten an die Ortslage von Wimmelburg. Nach Nordwesten schließen sich weitere landwirtschaftliche Nutzflächen an. Das Gebiet wird von der Landesstraße 151 und der Bahnstrecke Halle–Hann. Münden gequert.